# Lucan
Lucan del irlandés Leamhcán que significa Lugar de los olmos. Es un suburbio al oeste de la ciudad de Dublín, capital de la República de Irlanda. Se encuentra situado a 15 kilómetros del centro de la capital irlandesa y asentado en las confluencias de los ríos Liffey y Griffeen.
El pintoresco y viejo lugar retiene su carácter a pesar de albergar zonas de casas expandiéndose que son suburbios de Dublín. Estos nuevos estados se dirigen hacia el Este, hasta el Centro Comercial Liffey Valley y en el Sur hacia Clondalkin.

## Historia
El líder jacobita irlandés, Patrick Sarsfield, nació en esta localidad. El rey Jaime II lo proclamó conde de la localidad en 1690 y le dio a la población el título de Lugar de los olmos.

## Comunicaciones y transportes
Lucan está situado en la Nacional 4 entre Dublín y Sligo. También pasa por Lucan la autopista M50.
Los autobuses del área metrópolitana de Dublín, 25/A/X, 66/A/B/X y 67/A/X, enlazan la población de Lucan con el centro de la ciudad de Dublín (Baile Ath Cliath Án Lar).

## Educación
La localidad de Lucan tiene varios colegios entre los que se pueden destacar los de "Colaiste Padraig" , "St Joseph's Girls School" , "St Mary National Boys School" , "St. Mary Girls Primary School" , "St Andrew's mixed Primary School" y el colegio de secundaria en lengua gaélica de "Colaiste Cois Life"
Debido a la proximidad y buena comunicación con la capital y, a diversos colegios de lengua inglesa para extranjeros situados en poblaciones cercanas como Clondalkin, Palmerstown, etc. Lucan suele ser un lugar de encuentro de estudiantes extranjeros acogidos por familias irlandesas en los meses estivales.

## Deportes

### Gaelic Football
Lucan tiene un equipo de "Gaelic Football", el Lucan Sarsfields. Equipo que ganó el Campeonato de fútbol gaélico sub-21 en el año 2005.

### Fútbol
Varios equipos de fútbol tradicional (soccer) juegan en esta área metropolitana, como son: 
- Hillcrest FC
- Beech Park
- Esker Celtic
- Lucan United

### American Football
The "Dublin Dragons AFC" (Dublin Dragons American Football Team) tiene su sede en Lucan.
Lucan Harriers Athletic Club también tienen su sede aquí.
- Datos: Q1798906
- Multimedia: Lucan, County Dublin / Q1798906